# Battaglia di Mai Ceu
La battaglia di Mai Ceu fu l'ultima grande battaglia della guerra d'Etiopia. Fu caratterizzata dal fallimento del contrattacco delle forze dell'esercito regolare etiopico che, al comando diretto dell'imperatore Hailé Selassié, si scontrarono frontalmente con le truppe italo-eritree al comando del maresciallo Pietro Badoglio, schierate in posizioni difensive appositamente predisposte.
La battaglia venne combattuta presso Mai Ceu, nell'attuale regione del Tigrè. La controffensiva etiopica venne contrastata anche con l'impiego di gas asfissianti, lanciati da aerei italiani fra le linee i giorni precedenti la battaglia. Dopo molte ore di attacchi da parte delle forze etiopiche, compresi i soldati della Guardia imperiale, i Kebur Zabagnà, che misero in alcuni punti in grave difficoltà le truppe italiane ed eritree, l'offensiva fu respinta con pesanti perdite. Gli Àscari eritrei subirono la maggior parte degli attacchi e contribuirono in modo decisivo alla vittoria italiana.
Dopo la battaglia l'esercito etiopico si disgregò durante la ritirata e venne decimato dall'aviazione italiana nella successiva battaglia del lago Ascianghi.

## Antefatto
Il 3 ottobre 1935, il generale Emilio De Bono era avanzato in Etiopia dall'Eritrea senza che fosse stata firmata alcuna dichiarazione di guerra, alla guida di circa 100 000 soldati italiani e 25 000 ascari eritrei verso la capitale etiope di Addis Abeba. Nel dicembre di quello stesso anno, dopo un breve periodo di inattività, De Bono venne rimpiazzato da Badoglio. Dopo aver contenuto a dicembre l'Offensiva etiope di Natale e, successivamente, aver logorato le truppe di Ras Cassa e Ras Sejum nella prima battaglia del Tembien, Badoglio riprese l'iniziativa sconfiggendo le tre armate etiopi presenti nel Tigrai in tre scontri separati: la battaglia dell'Amba Aradam, la seconda battaglia del Tembien e la battaglia dello Scirè.
La vittoria dell'Amba Aradam consentì agli italiani di aprirsi la strada per i tre valichi di Alagi che vennero occupati senza incontrare resistenza alcuna dal I corpo d'armata del generale Santini il 28 febbraio 1936, da qui le avanguardie italiane scesero nella piana di Mai Ceu fra il 6 e 18 marzo.
Secondo i piani di Badoglio nella seconda decade di marzo le truppe avrebbero dovuto perfezionate il loro schieramento per consentire di riprendere l'iniziativa il 6 aprile.

### La marcia dell'imperatore da Dessié a Quoram
Mentre gli italiani si apprestavano a marciare su Alagi, il 20 febbraio Hailé Selassié lasciava il suo quartier generale di Dessiè per dirigersi verso nord lungo la strada imperiale sino a giungere a Quoram ove entrò ai primi di marzo. Arrivato nella cittadina con la speranza di raccogliere i resti dell'armata sconfitta nell'Endertà e in ritirata da Alagi, venne subito informato della gravità della situazione: Ras Mulughietà era morto mentre i Ras Cassa e Ras Sejum erano stati sconfitti.
Questi ultimi, in fuga dopo la sconfitta nella seconda battaglia del Tembien, lo raggiunsero nel quartier generale il 19 marzo seguiti soltanto dalla loro guardia personale. Sempre a Quoram arrivò anche ras Ghetacciù Abaté proveniente dalla provincia di Caffa.
Il 21 marzo venne intercettato dagli italiani un messaggio radio inviato da Hailé Selassié a sua moglie, l'imperatrice Menen Asfaù:
«Dal momento che confidiamo nel nostro Creatore e speriamo nel Suo aiuto abbiamo deciso di avanzare e di entrare nelle fortificazioni dei nemici se Dio vorrà, confido questa decisione in segreto agli Abuna, ai ministri ed ai dignitari e chiedo a voi di fare un'offerta a Dio e di destinarci copiose preghiere.»
L'imperatore, nonostante il fatto che gli scontri campali fossero stati tutti perduti dagli etiopi per la mancanza di copertura aerea e per l'armamento inferiore in termini di artiglieria e mitragliatrici e nonostante il fatto che Hailé Selassié stesso avesse più volte rimproverato i suoi ras di aver accettato battaglia in campo aperto anziché attenersi alla molto più efficace guerriglia, finì per commettere lo stesso errore. Mai chiariti furono i motivi di tale decisione: forse fu spinto dai dignitari di corte e dalla tradizione o forse attaccò perché, sapendo che gli italiani giunti a Mai Ceu intorno al 20 marzo erano poche migliaia, vi era la possibilità di ottenere un successo locale per poi ritirarsi più a sud in attesa della stagione delle piogge.
Quando Badoglio sentì il messaggio che indicava la volontà di Hailé Selassié di avanzare, annullò tutti i preparativi di attacco preferendo invece organizzarsi in posizione difensiva, con il duplice scopo di stancare meno i propri uomini e spingere gli etiopi all'offensiva su di un terreno più congeniale agli italiani.

### Le forze in campo
Le truppe imperiali erano le ultime rimaste intatte dopo gli scontri nel Tigrè, erano le meglio equipaggiate e includevano i sei battaglioni della Guardia Imperiale (Kebur Zabangna). Inoltre, a differenza delle altre forze etiopi, le armate personali di Hailé Selassié disponevano anche di un reggimento di artiglieria composto da 20 cannoni da 75 mm e alcuni da 81 mm, grazie al quale nell'ultima decade di marzo riuscì a colpire le postazioni italiane senza che queste potessero rispondere, perché a Mai Ceu era arrivata solo l'artiglieria leggera. In totale le forze etiopi constavano in circa 31 000 uomini.
Badoglio disponeva invece in prima linea della 5ª Divisione alpina "Pusteria" rafforzata dall'ottavo gruppo di battaglioni eritrei che teneva la destra dello schieramento italiano fra il passo Mecan e l'amba Bohorà, della 2ª Divisione eritrea a protezione del villaggio di Mai Ceu e della 1ª Divisione eritrea lungo la valle del torrente Mai Ceu sino a coprire con l'ala sinistra Corbettà. Un totale di circa 40 000 uomini dotati di circa 1000 mitragliatrici (contro le 200-300 degli abissini) e protetti dal totale dominio dei cieli.
Prima della battaglia, il maresciallo decise di spiegare ai suoi uomini la situazione: «Il negus ha tre scelte: attaccare ed essere sconfitto, attendere il nostro attacco e la nostra successiva vittoria oppure ritirarsi, il che è oltremodo disastroso per un'armata che fatica a rifornire i propri uomini di cibo e munizioni.» Badoglio, inoltre, sviluppò un sistema di raccolta informazioni sul campo in grado di intercettare gran parte delle comunicazioni radio degli etiopi.
Gli etiopi si trovavano quindi in netta minoranza. Per combattere le forze italiane, l'imperatore raccolse del denaro (il corrispettivo di 10-15 dollari) e lo distribuì con altri doni alla popolazione degli Azebo Galla in cambio della loro alleanza. Essi gli giurarono fedeltà salvo poi accordarsi con gli italiani che finirono con l'essere il miglior offerente.

### L'indugio decisivo di Hailé Selassié
Se Hailé Selassié avesse attaccato il 24 marzo, come originariamente aveva pianificato, avrebbe colto gli italiani di sorpresa e le cose sarebbero forse andate diversamente. Egli tuttavia perse alcuni giorni destinati a rivelarsi fatali per l'esito dello scontro: già il 26, infatti, dopo due giorni di discussioni sterili su piani di battaglia, giunse notizia che il numero di italiani a Mai Ceu era aumentato, il 27 e il 28 vennero persi in attesa che tutti i sottocapi si dichiarassero pronti, poi l'attacco slittò ancora per attendere il 31 marzo, giorno ritenuto propizio in quanto si festeggia San Giorgio.
Tutto il tempo che gli etiopi persero fra consigli di guerra che l'imperatore tenne sul campo, banchetti e preghiere, fu messo a frutto dagli italiani per organizzarsi e rafforzare le proprie difese: le solide fortificazioni che vennero erette in quei giorni divennero decisive per contenere l'urto degli attaccanti.
Il Negus divise la sua armata in quattro gruppi, stabilendo che un gruppo sarebbe stato da lui direttamente guidato mentre gli altri tre sarebbero stati affidati agli altri ras. I soldati alle dirette dipendenze dell'imperatore andarono a costituire la riserva, a ras Ghetacciù Abaté vennero affidati 10 000 uomini per assaltare le posizioni degli alpini della Pusteria sull'amba Bohorà, alla sinistra dello schieramento italiano, a ras Cassa e ai suoi 15 000 uomini era assegnato il compito di attaccare la 2ª Divisione eritrea al centro dello schieramento e di aprirsi un varco verso Mai Ceu, mentre un contingente più esiguo valutabile in 3 000-4 000 unità comandato da ras Sejum Mangascià ebbe il compito di attaccare le posizioni tenute sull'estrema destra dalla 1ª Divisione eritrea del generale Gustavo Pesenti e di portarsi alle spalle del villaggio Mai Ceu.

## Lo svolgimento
Il 31 marzo 1936 venne lanciato un attacco frontale che diede inizio ufficialmente alla battaglia di Mai Ceu. L'attacco ebbe inizio alle 5:45 di mattina e continuò per le successive tredici ore senza interrompersi.
Gli italiani, allertati già da alcuni disertori etiopi, erano rimasti in posizione sulla linea del fronte tutta la notte. Nonostante l'allerta, l'attacco giunse comunque improvviso, prova ne è il fatto che il comandante in capo italiano, Badoglio, non era sul luogo per dirigere le operazioni che furono quindi affidate al comando del generale Ruggero Santini coadiuvato da Alessandro Pirzio Biroli. Che la data dell'attacco non fosse stata del tutto prevista è anche confermato dallo scarso munizionamento che aveva in dotazione l'artiglieria all'inizio della battaglia, con rifornimenti che non erano previsti prima di 20 ore.
Nel primo attacco gli etiopi si lanciarono con ferocia contro gli italiani che però ebbero la meglio grazie a numerosi colpi di mortaio.

### L'assalto all'Amba Bohorà
Nelle primissime fasi del combattimento l'obiettivo degli etiopi era conquistare la vetta dell'amba Bohorà, che è l'unico rilievo presente nella conca, e scardinare il perno sinistro dello schieramento italiano. Gli etiopi si lanciarono con arditi attacchi contro le posizioni tenute dai battaglioni Intra, Pieve di Teco e Feltre della divisione "Pusteria", sostenuti dalla loro artiglieria, un pezzo della quale veniva manovrato dall'imperatore in persona. Tuttavia, nonostante gli sforzi, gli etiopi non riuscirono a conquistare la vetta dell'amba poiché le fortificazioni difensive innalzate nei giorni precedenti si rivelarono invalicabili.

### L'attacco al centro e l'intervento dell'aviazione
Gli etiopi fecero quindi attaccare al centro i 15 000 uomini al comando di ras Cassa che avanzarono verso il passo di Mekan sul fianco sinistro italiano. Hailé Selassié pensava in questo modo che, scontrandosi con altri eritrei, avrebbe incontrato meno resistenza. Alle 5.45 del mattino 31 marzo, poco prima dell’alba, precedute dal tiro dell'artiglieria etiopica, tre colonne abissine comandate rispettivamente da ras Cassa Darghiè, da ras Sejum e da ras Ghetacciù mossero verso le posizioni tenute dalla 1ª e 2ª Divisione eritrea e dalla 5ª Divisione alpina "Pusteria". Le prime due ore gli etiopici attaccarono senza risultati il fronte tenuto dai battaglioni Feltre e Pieve di Teco, con il battaglione alpini Exilles in seconda schiera, fiancheggiati dal battaglione alpini Intra verso passo Mecan occidentale, e dalla 2ª Divisione eritrea verso passo Mecan orientale.
Dalle 7:00 alle 8:00, gli etiopi continuarono a combattere e, malgrado le pesanti perdite, sembrarono ottenere qualche successo riuscendo ad occupare qualche trinceramento, tuttavia alle 8:00 intervenne sul campo di battaglia l'aviazione italiana: una settantina di apparecchi composti da caccia Ro.1 e Ro.37 e Ca.133 che avevano il compito di mitragliare le truppe e i bombardieri S.M.81 che avevano il compito di agire sulle retrovie abissine per annientarne le colonne di rifornimento; i bombardieri intervennero sia con armi convenzionali che con bombe caricate a iprite. Malgrado la foga degli attacchi etiopici diretti soprattutto contro gli Alpini prima e poi contro gli Àscari, gli abissini non riuscirono mai ad intaccare seriamente le linee italiane e anche se validamente contrastata dalla contraerea abissina che danneggiò 17 aeroplani, la Regia Aeronautica riuscì in meno di 10 ore a sganciare 335 quintali di esplosivo ottenendo gli effetti più devastanti sulle colonne di rifornimento che vennero distrutte sulla strada di Quoram e che lasciarono gli etiopi senza cibo e munizioni. Anche l'accesso alle fonti d'acqua risultò estremamente complesso e pericoloso, in quanto l'utilizzo massiccio dei gas tossici avvelenò le acque superficiali.

### La Guardia Imperiale in campo e il contrattacco degli ascari eritrei
Hailé Selassié decise quindi di giocare la sua carta di riserva, ovvero la Guardia Imperiale posta al comando del cagnasmac Mukria Bantirgu, che venne inviata nuovamente contro gli eritrei. L'addestramento continuo e la disciplina di queste forze d'élite era subito evidente nel loro modo di avanzare e di comportarsi in campo aperto. Per tre ore essi si batterono contro il fianco sinistro italiano nel punto di giuntura fra le fortificazioni della Divisione alpina "Pusteria" e del corpo d'armata eritreo. Il X Battaglione della 2ª Divisione eritrea, guidato dal colonnello Ruggero, subì l'attacco principale della Guardia imperiale; gli ascari si batterono accanitamente e inflissero pesanti perdite alle truppe etiopiche ma a loro volta si trovarono in grande difficoltà; nonostante i numerosi morti e feriti sotto gli attacchi nemici, i soldati del X Battaglione riuscirono a mantenere il controllo delle posizioni più importanti.
Alle 11:00 di mattina, dopo quattro cariche consecutive il X Battaglione era però così provato dagli scontri che il tenente colonnello di divisione Zuretti si recò personalmente a verificare la situazione e, constatatane la gravità, richiese l'intervento dell'artiglieria divisionale che, però, avendo esaurito le munizioni, non poté concorrere a sostenere le posizioni dell'unità. Eloquente il messaggio che inviò il capitano Raffaele Tarantini responsabile delle mitragliatrici del X Battaglione: «Siamo tutti feriti. Spariamo, tra poco spareranno anche i morti». Sia Tarantini che Zuretti che il colonnello Ruggero caddero nel corso del quinto assalto.
Gli etiopi riuscirono in un primo momento ad impadronirsi di passo Mecan orientale, del Ditale rovesciato e del Costone delle euforbie.
Alle 11:30 il generale Dalmazzo ordinò il contrattacco al quale parteciparono gli ascari del 7º Gruppo di battaglioni con il IV Battaglione, il "Battaglione Toselli", in testa, affiancato subito dal V e XIX Battaglione; gli ufficiali italiani in comando, tra cui il generale Dalmazzo stesso e i colonnelli Tracchia, Scotti e Corsi, guidarono l'assalto. Gli ascari dimostrarono il consueto slancio offensivo e attaccarono i reparti della Guardia imperiale al grido di guerra Ambesà! Ambetà! ("forti come il leone, veloci come la gazzella"); dopo aspri combattimenti dall'esito alterno alla fine le truppe eritree, appoggiati sul fianco dagli Alpini del battaglione "Pieve di Teco", riuscirono nel pomeriggio a riconquistare le posizioni perdute; gli ascari del IV e del XIX Battaglione occuparono il colle del "ditale rovesciato" al termine di sanguinosi scontri a distanza ravvicinata.

### La fallita offensiva di Ras Sejum
Sulla destra dello schieramento le truppe di ras Sejum, dopo aver superato il passo Uorrabaiò, puntarono a raggiungere il torrente Mai Ceu per cercare di giungere al villaggio lungo l'alveo del corso d'acqua, ma l'aggiramento della 1ª Divisione eritrea non riuscì grazie all'azione massiccia dell'artiglieria e all'intervento degli Azebò Galla. Dopo essersi validamente difesa da alcuni ripetuti attacchi, gli ascari del generale Gustavo Pesenti passarono al contrattacco verso le 15:00, prendendo il villaggio di Degan e le alture circostanti e minacciando da un lato le truppe abissine impegnate nello scontro al centro dello schieramento.

### L'ultimo attacco della giornata
Alle 16:00, era evidente che la Guardia Imperiale non sarebbe stata in grado di raggiungere il proprio obiettivo e Hailé Selassié si risolse dunque a giocare l'ultima carta ordinando di attaccare l'intero fronte, scagliando due attacchi simultanei contro le due divisioni eritree e contro gli Alpini del battaglione Intra, che erano fiancheggiati dal VI° gruppo Camicie Nere d’Eritrea, sotto il comando del console generale Renzo Montagna, e da una banda autonoma eritrea; quest'ultima disperata azione avvenne nuovamente con la ripartizione in tre colonne pur sapendo che probabilmente sarebbe andata a vuoto. Gli etiopi ebbero l'ordine di attaccare dovunque e chiunque si opponesse a loro.. Il Negus sperava che i reparti superstiti della Guardia imperiale sarebbero stati in grado di superare la resistenza delle truppe indigene, ma il loro attacco sotto il fuoco delle mitragliatrici degli ascari non ebbe successo e costò pesanti perdite; nel primo pomeriggio gli ascari, dopo aver respinto l'ultimo assalto della Guardia, occuparono anche il "costone delle due euforbie" e il passo Mecan orientale.
Decimata dal fuoco degli Alpini, che passarono al contrattacco, appoggiati con grande efficacia anche dal LXXI° battaglione Camicie Nere Alberico da Barbiano (Ravenna) che intervenne di propria iniziativa mentre era di rincalzo, gli etiopi ripiegarono, mentre le batterie da montagna italiane bersagliavano i fuggiaschi, obbligando le truppe del Negus alla ritirata e quindi, incalzandole le costringeva nel pomeriggio a ripiegare definitivamente e in disordine verso le posizioni di partenza.
Alle 18:00, vista l'impossibilità di proseguire l'offensiva, l'imperatore ordinò la ritirata generale. Le divisioni eritree, gli Alpini dell’Intra e le Camicie Nere del Console Montagna meritarono la citazione sul Bollettino di Guerra. L'azione concorde delle due Divisioni eritree sulla sinistra, il saldo contegno del battaglione Alpini "Intra", sulla destra, sostenuto dai reparti CC.NN. del 6º Gruppo battaglioni, decidevano la giornata. L'attacco delle Guardie imperiali era stato condotto con grande determinazione, ma il suo fallimento ed il contrattacco italiano aveva portato al crollo del morale dei soldati di Haile Selassie. La notte degli italiani trascorse nell'attesa di un nuovo attacco etiopico l'indomani; la situazione nel campo italiano non era comunque delle migliori poiché le munizioni cominciavano a scarseggiare, e la pioggia intermittente impediva il riposo. In vista del previsto nuovo attacco delle truppe abissine, all'alba del 1º aprile, la 2ª Divisione eritrea disponeva soltanto di 15 colpi per fucile e di due caricatori per mitragliatrice; ancor più critica la situazione dell'artiglieria: la 2ª Divisione eritrea non aveva più un solo colpo, la 1ª Divisione eritrea ne aveva cinquanta e la 5ª Divisione alpina "Pusteria" non più di venti, mentre i rifornimenti erano previsti nella notte fra il 1° e il 2 aprile.
Tuttavia gli etiopi non erano a conoscenza dello scarso munizionamento italiano e quando il giorno seguente rinnovarono gli attacchi non lo fecero con il consueto ardore.
Il 1º aprile, verso le sei, vi fu un ultimo tentativo abissino contro gli ascari ed il battaglione "Pieve di Teco", che venne respinto; poi iniziò caoticamente la ritirata etiopica. Le demoralizzate truppe del Negus avevano ormai perso ogni coesione militare.
Il giorno 2 aprile Hailé Selassié dovette dare l'ordine della ritirata lasciando il ras Ghetacciù Abaté come comandante della retroguardia. Gli etiopi tuttavia avevano perso al fronte anche molti comandanti, gli uomini si sentivano abbandonati e gli ordini faticavano ad arrivare ai diversi battaglioni. Molti uomini, abbandonati a sé stessi, vennero finiti dai bombardamenti italiani e mitragliati ripetutamente, mentre tentavano di raggiungere le retrovie ed il cuore dell’Etiopia, e la ritirata si tramutò in rotta e la rotta in fuga disperata.

## Le conseguenze
Alla sera del 31 marzo, Hailé Selassié inviò un altro messaggio alla moglie:
«Dalle cinque di questa mattina sino alle sette della sera le nostre truppe sono state attaccate dalle preponderanti forze nemiche senza pausa. Abbiamo preso anche parte ad alcune azioni e per grazia di Dio siamo rimasti illesi. Molti dei Nostri comandanti e soldati sono morti o feriti. Anche se le nostre perdite sono state pesanti, anche i nemici ne hanno subite molte. La Guardia ha combattuto magnificamente. Le truppe di Amhara hanno fatto del loro meglio. Le Nostre truppe, anche se pensiamo che non siano adatte a combattere contro gli europei, sono state in grado di contrapporsi agli italiani tutto il giorno.»
Molti comandanti etiopi progettarono altrove il loro futuro, verso le terre d'origine. Il comandante Uonduossen Cassa, uno dei figli del ras Cassa, si spostò a Lasta, a sud di Uàg, nelle terre di suo nonno. Un altro figlio, Aberrà Cassa, si spostò nel suo feudo di Salale a nord dello Scioa. Il ras Sejum tornò nella provincia del Tigrai per ingaggiare una breve guerriglia. Il ras Cassa e ras Ghetacciù Abaté, con le loro forze rimanenti e parti della Guardia Imperiale, accompagnarono Hailé Selassié nella sua via di ritorno a casa.
Era così terminata l’ultima offensiva etiopica, e con la sconfitta dell’imperatore e della sua Guardia la campagna del fronte nord era praticamente giunta al termine.
La sconfitta dell'ultima armata imperiale e il successivo attacco aereo alle truppe in ritirata presso il Lago Ascianghi provocò la completa dissoluzione dell'esercito etiope sul fronte nord e spianò la strada della capitale ormai indifesa alle truppe italiane. Hailè Selassiè non aveva più uomini sufficienti per imbastire una resistenza e dovette ritirarsi abbandonando qualunque velleità di rivincita.

## Nella cultura di massa
La battaglia di Mai Ceu è descritta, seppur in chiave romanzata, nel romanzo storico Sotto l'ombra del Tricolore di Antonio Valerio Fontana.